# 연속파
연속파(continuous wave, CW, 연속 파동) 또는 연속 파형 또는 지속파는 일정한 진폭과 진동수의 전자기파(일반적으로 사인파)이며, 수학적 해석에서는 지속 시간이 무한한 것으로 간주된다. 예를 들어 펄스 출력이 아닌 연속 출력을 갖는 레이저 또는 입자 가속기를 들 수 있다.
더 나아가 지속파라는 용어는 정현파 반송파가 켜지고 꺼지는 초기 무선 전송 방법을 의미하기도 한다. 이를 보다 정확하게는 ICW(단속 지속파)라고 한다. 정보는 초기 라디오의 모스 부호와 같이 신호의 켜짐 및 꺼짐 기간의 다양한 기간 동안 전달된다. 초기 무선 전신 무선 전송에서 CW파는 이전 스파크 갭 유형 송신기에서 생성된 감쇠파 신호와 구별하기 위해 "감쇠되지 않은 파"(undamped waves)라고도 알려져 있다.

## 같이 보기
- 진폭 변조
- 감쇠 (진동계)
- 온-오프 변조
- 주기함수
- 파형

## 참고 문헌
- CW Bandwidth Described